# Prion à bec épais
Pachyptila crassirostris
Espèce
Statut de conservation UICN

 LC  : Préoccupation mineure
Le Prion à bec épais (Pachyptila crassirostris) est une espèce d'oiseaux de la famille des Procellariidae.

## Répartition
Cet oiseau peuple les îles Heard-et-MacDonald et îles sub-antarctiques de Nouvelle-Zélande.